# Нада Јуришић
Нада Јуришић (Сарајево, 30. април 1953) српска је глумица.

## Биографија
Средњу балетску школу „Луј Давичо” завршила је у Београду, а глуму на Академији уметности у Новом Саду у класи Миленка Маричића и Богдана Рушкуца. У својој каријери одиграла је преко 70 улога, од тога 64 на сцени матичног театра у Крагујевцу, где је по сопственим речима имала привилегију да игра у делима великих драмских писаца попут Шекспира, Молијера, Гогоља, Островског, Шоа, Брехта, Олбија, Жарија, Кољаде, Макдоне, Стерије, Нушића, Ковачевића, Поповића, Селенића и других.
Радила је са врсним редитељима Дејаном Мијачем, Небојшом Брадићем, Славенком Салетовићем, Бошком Димитријевићем, Петром Говедаровићем, Југом Радивојевићем и другима.
Била је стална чланица ансамбла Театра "Јоаким Вујић" (данас Књажевско-српски театар) у Крагујевцу.

## Награде
- 1980. Јован Стерија Поповић - Лажа и паралажа - Јелица (Сусрети Јоаким Вујић),
- 1980. Јован Стерија Поповић - Лажа и паралажа - Јелица (Свечаности Љубиша Јовановић, Шабац),
- 1987. Душан Ковачевић - Свети Георгије убија аждаху - Катарина Џандарова (Сусрети Јоаким Вујић),
- 1995. Горан Стефановски - Црна рупа - Цвета (Сусрети Јоаким Вујић),
- 2013. Прстен са ликом Јоакима Вујића, Награда Књажевско-српски театар
- 2016. Статуета Јоаким Вујић додељена на Дан Књажевско-српског театра, 15. фебруара.[2]

## Улоге у позоришту (избор)
- Јован Стерија Поповић - Лажа и паралажа - Јелица,
- Бернард Шо - Пигмалион - Елиза Дулитл,
- Едвард Олби - Ко се боји Вирџиније Вулф - Марта,
- Душан Ковачевић - ДР Шустер - Дивна,
- Душан Ковачевић - Свети Георгије убија аждаху - Катарина,
- Вилијам Шекспир - Сан летње ноћи - Пук,
- Алфред Жари - Кеаљ Иби - Мајка Иби
- Николај Кољада - Мурлин Мурло - Мурлин,
- Александар Ђаја - Повратак кнежевог сокола - Кнегиња Милица,
- Јован Стерија Поповић - Покондирена тиква - Фема,
- Александар Николајевич Островски - Олуја - атарина Кабанова,
- Молијер - школа за жене - Ањеса,
- Николај Васиљевич Гогољ - Женидба - Агафија,
- Вилијам Шекспир - Ромео и Јулија - Дадиља,
- Душан Ковачевић - Клаустрофобична комедија - Весела,
- Мартин Макдона - Лепотица Линејна - Мег Фолан,
- Милан Јелић - Јелисаветини љубавни јади због молера - Дара Опајдара.

## Улоге на филму и телевизији
| Год.       | Назив                                  | Улога                   |
| ---------- | -------------------------------------- | ----------------------- |
| 1980.-те   |                                        |                         |
| 1980.      | Лажа и паралажа                        | Јелица                  |
| 1990.-те   |                                        |                         |
| 1985-1996. | Тв театар (Тв серија)                  | Гонерила, Аница, Јарика |
| 1997.      | Огњена купина                          |                         |
| 2000.-те   |                                        |                         |
| 2004.      | Трагом Карађорђа                       | Аница Савић             |
| 2008.      | Поглед из сна                          | Мајка                   |
| 2008.      | Мој рођак са села (Тв серија)          | Баба Ленка              |
| 2009-2017  | Село гори, а баба се чешља (Тв серија) | Изолда                  |
| 2010.-те   |                                        |                         |
| 2011.      | Нова Година у Петловцу (ТВ филм)       | Изолда                  |
| 2013.      | Самац у браку                          | глимица тетка           |
| 2016.      | Браћа по бабине линије                 | Изолда                  |
| 2018.      | Немањићи: Рађање краљевине (Тв серија) | монахиња                |
| 2020.-те   |                                        |                         |
| 2022.      | Опкољени                               | Јока Калабић            |